# Учтепа (археологическое поселение)
Учтепа (узб. Uchtepa) — городище в Ташкенте, археологический памятник X—XI вв. 

## Расположение
Городище находится в юго-западной части Ташкента, на правом берегу канала Бозсу.

## Характеристика
Городище было срыто во время строительства, не сохранилось описание и не были зафиксированы первоначальные размеры памятника. Предположительно представляло собой руины караван-сарая расположенного вблизи Ташкента. По данным М. Е. Массона Учтепа было вытянутым в длину селением, раскинувшемся по обеим сторонам от торговой дороги. При обследовании был собран материал X—XI вв., обнаружены следы гончарного производства. 

## История открытия и изучения
Отмечено А. А. Потаповым в 1929 году. В 1965 году наблюдение при сносе пониженной площади проводилось Ю. Ф. Буряковым. Раскопки городища производились в 1968 году М. Т. Аминджановой.